# Estadio Universitario (UCV)
El Estadio Universitario de Caracas, es una infraestructura deportiva multiusos de propiedad pública, comúnmente utilizada para la práctica del béisbol, que se ubica en la Parroquia San Pedro en el Municipio Libertador de Caracas, al norte de Venezuela. Fue diseñado por el afamado arquitecto venezolano Carlos Raúl Villanueva como parte de un complejo de infraestructuras pertenecientes a la Ciudad Universitaria de Caracas. Hasta 2023 fue sede de los Leones del Caracas y de los Tiburones de La Guaira durante la Liga Venezolana de Béisbol Profesional. 
Junto con el estadio Olímpico de Fútbol, fue inicialmente construido para albergar 30 000 aficionados, aforo que fue disminuyendo al colocársele sillas en la tribuna techada e igualmente disminuyó aún más al extender la colocación de sillas hasta las preferenciales. Ahora mismo, para la práctica del béisbol, la capacidad de fanáticos sentados es de 20 720 personas. 
Hasta 2023, fue el estadio de béisbol más grande de Caracas y el segundo más grande de cualquier deporte en la ciudad tras el Estadio Olímpico de la UCV, pero ese año, fue inaugurado el Estadio Monumental de Caracas que duplica su capacidad.

## Historia
Su construcción civil fue levantada en solo siete meses; para luego albergar los Juegos Deportivos Bolivarianos e inaugurada por el entonces gobernante venezolano, Marcos Pérez Jiménez. En ese momento poseía un aforo máximo de 30 000 personas y fue disminuyendo conforme era modificado; se le colocaron bancos de madera y posteriormente sillas en la tribuna techada.  
Su construcción está hecha en absoluto hormigón armado, en obra limpia, la concha de concreto es simétrica y totalmente unida en voladizos menores hacia adentro y mayores hacia el exterior, constituyó para entonces (1951) una de las obras deportivas más modernas y de vanguardia del continente. Su diseño en forma de diamante fue inspiración para el diseño, casi idéntico, del estadio Luis Aparicio «El Grande» de Maracaibo, considerado su hermano gemelo, sin embargo, tiene sus diferencias arquitectónicas no muy grandes, pero sí de considerar. 
Más adelante, tras la colocación de sillas en laterales y preferencias sumado a la disposición para la práctica del béisbol de la amplia zona negra situada en toda el área central de las gradas, redujo el aforo a 20 720 personas sentadas. 
El estadio Universitario es considerado la catedral del béisbol en Venezuela, es una de las primeras infraestructuras deportivas modernas de la ciudad capital y la más importante para el primer deporte del país. En sus espacios se han realizado importantes eventos deportivos como los Juegos Panamericanos de 1983, los Juegos Deportivos Bolivarianos, Series del Caribe, un par de juegos de pretemporada de Grandes Ligas en el cual se enfrentaron los Mantarrayas de Tampa ante los Bravos de Atlanta, celebrados los días 18 y 19 de marzo de 2000.
En el estadio Universitario de Caracas se ha llevado a cabo innumerables Juegos de Estrellas del béisbol rentado nacional, pero además ha recibido actos religiosos y conciertos musicales.
En 1983, las gradas del estadio fueron pintadas parcialmente de verde para los Juegos Panamericanos de 1983 lo que generó críticas, posteriormente se volvió al color original de las gradas que son de concreto.
El 2 de diciembre de 2001, la Ciudad Universitaria de Caracas fue declarada Patrimonio Arquitectónico de la Humanidad por la UNESCO, ello incluye al estadio Universitario por ser parte de la Universidad Central de Venezuela.

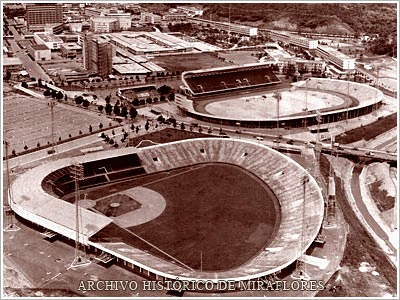
Estadios de la UCV en 1953.

En 2022, el estadio recibe un nuevo sistema de iluminación y comienzan los trabajos de remodelación. En 2023, el estadio fue designado oficialmente como parque para las prácticas de la Serie del Caribe celebrada ese año en Caracas.

## Características
El estadio es propiedad del estado venezolano y es administrado por la Universidad Central de Venezuela (UCV), quien lo controla de forma autónoma, a través de la Fundación UCV y desde su inauguración ha sido la casa de los Leones del Caracas y más tarde de los Tiburones de La Guaira, clubes que juntamente con la Fundación UCV se encargan del mantenimiento y las inversiones dentro de la instalación.
Sus dimensiones actuales son: 347 pies por las bandas y 385 pies por el centro. Para ajustar el estadio a las condiciones del juego de béisbol, se restringió la parte central de las gradas, colocando allí la llamada zona negra, que permite una mejor visibilidad al receptor y al bateador en turno. Esta zona negra varía según el estadio, en el caso del parque de la UCV, es amplia.  
Además ha recibido algunas remodelaciones como la colocación de los palcos VIP detrás del home y unos palcos de terreno cercanos a los bullpen, adicionalmente se le ha integrado nuevas sillas fuera del área techada para brindar mayor comodidad en la zona lateral, su aforo actual con todos estos cambios se ubica, para los juegos de béisbol profesional y sin incluir personas en la zona negra, 20.000 personas sentadas. 

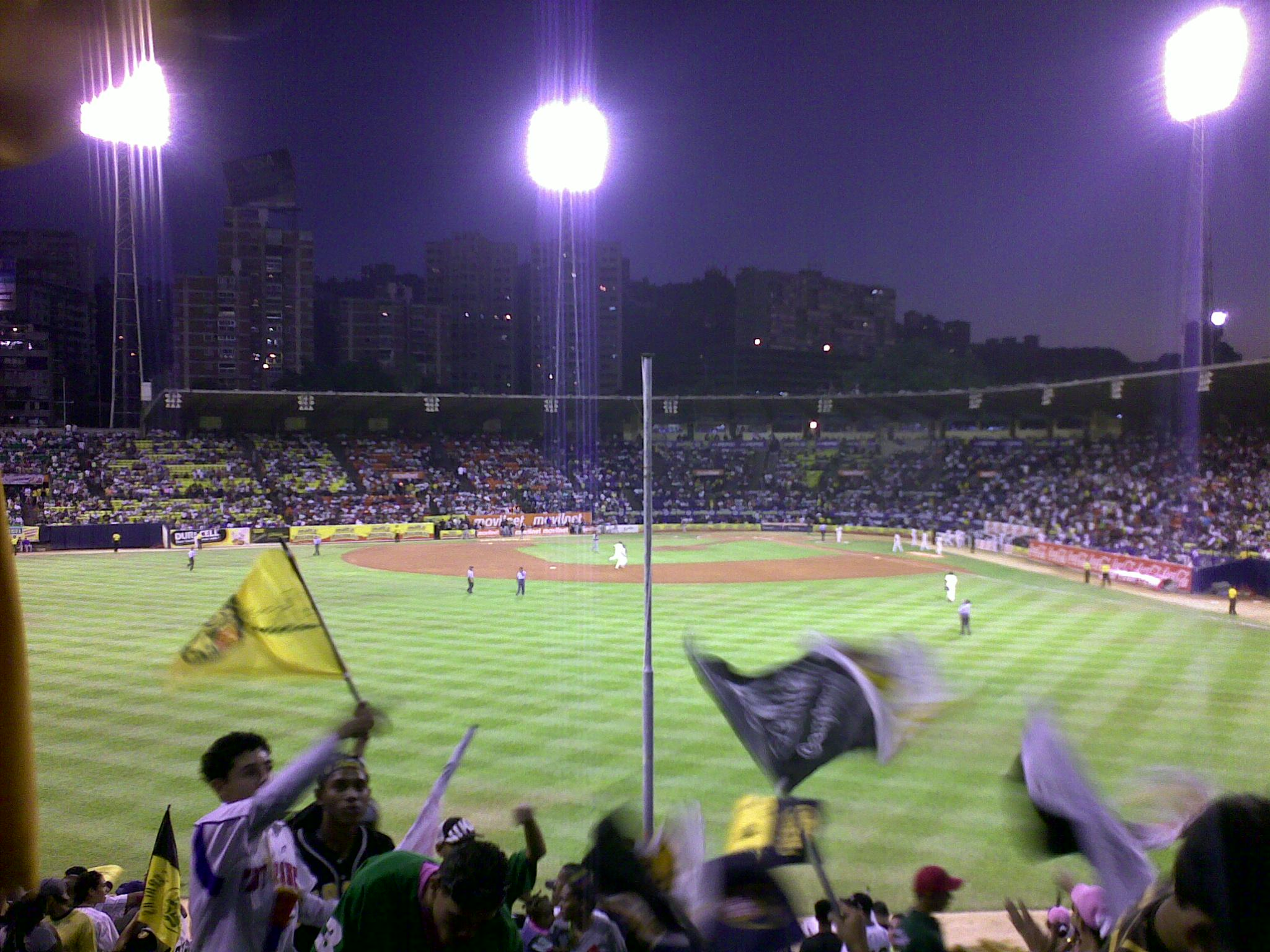
Juego entre los Leones del Caracas y los Tiburones de La Guaira en 2010.

Tiene diferentes áreas para la ubicación de los espectadores:  Palco de Terreno, Palco Central, Palco Central II, Sillas Centrales Inferiores, Terreno Lateral, Sillas Centrales Superiores, Palco, Zona 1, Zona 2 Palco, Zona 2 Sillas, Discapacitados, Zona 3 Palco, Zona 3 Sillas, y Gradas.
Hasta 2023 fue sede de los Leones del Caracas y Tiburones de La Guaira. El primero de ellos fue finalmente mudado el 26 de julio de ese año al nuevo Estadio Monumental de Caracas en el sector La Rinconada, mientras que el segundo compartirá este estadio con el Forum de La Guaira en Macuto hasta lograr la mudanza definitiva a este último estadio.

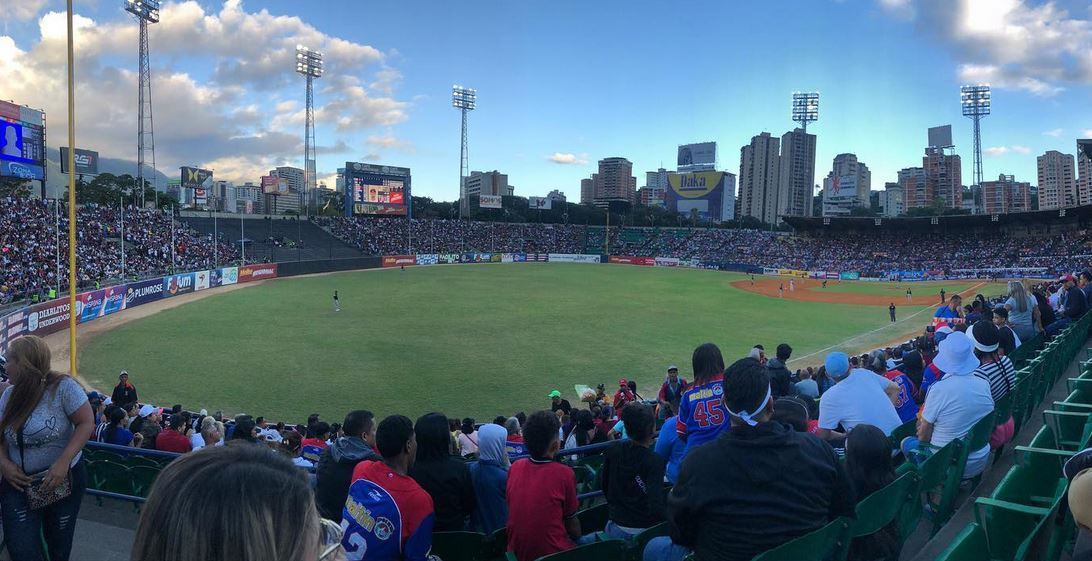
Otra vista del estadio.

## Conciertos

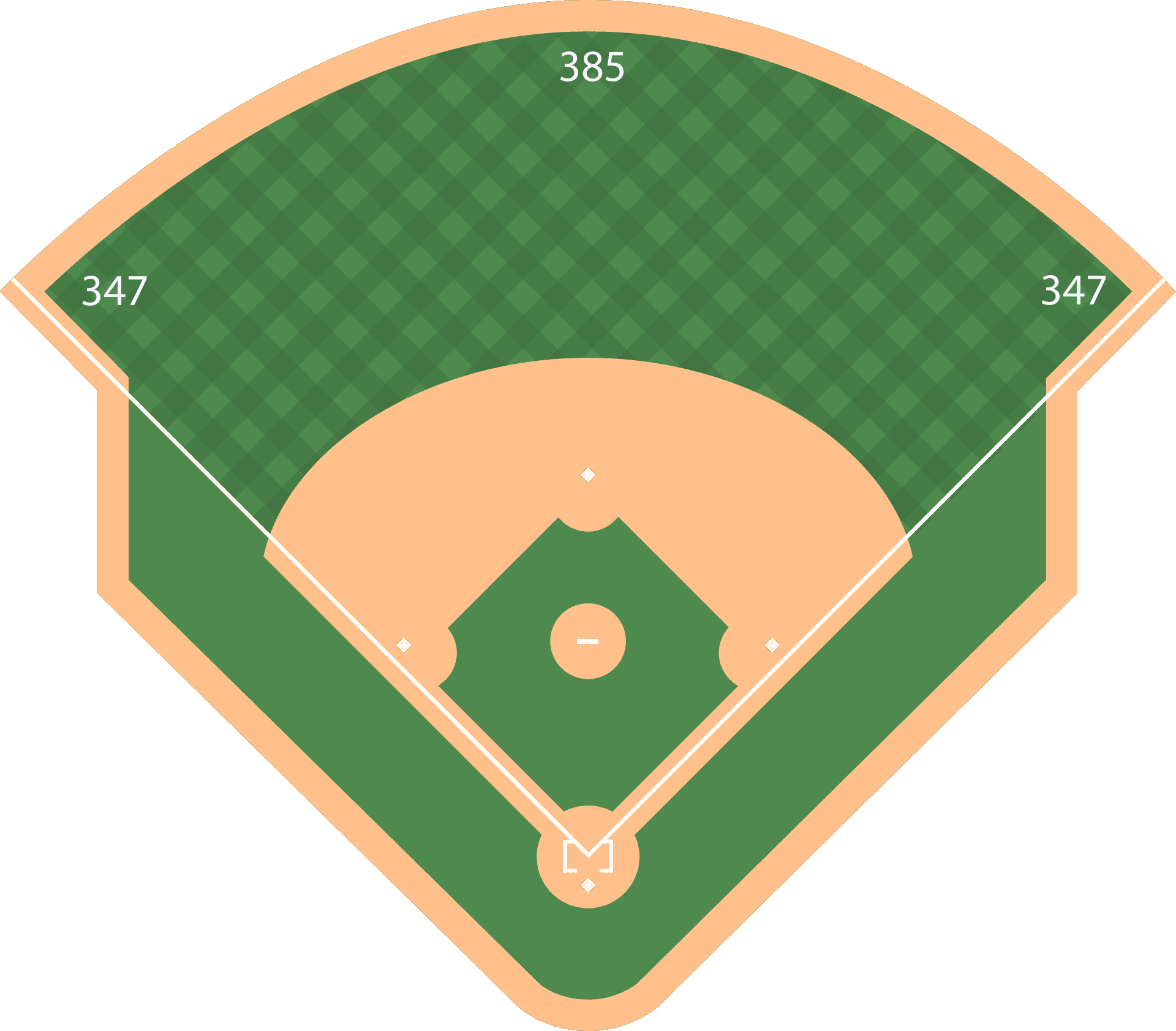
Dimensiones del Estadio Universitario de Caracas.

| País                               | Artista               | Año            |
| ---------------------------------- | --------------------- | -------------- |
| Bandera de México                  | Santana               | 1973           |
| Bandera de Estados Unidos          | Joan Baez             | 1976           |
| Bandera de España                  | Alejandro Sanz        | 2001           |
| Bandera de Estados Unidos          | Christina Aguilera    | 2001           |
| Bandera de Inglaterra              | Oasis                 | 2001           |
| Bandera del Reino Unido            | Sting                 | 2001           |
| Bandera de Estados Unidos          | Sheryl Crow           | 2001           |
| Bandera de Panamá                  | Rubén Blades          | 2001           |
| Bandera de Estados Unidos          | Collective Soul       | 2001           |
| Bandera de Puerto Rico             | Ignacio Peña          | 2001           |
| Bandera de México                  | Maná                  | 2001           |
| Bandera del Reino Unido            | Five (banda)          | 2001           |
| Bandera de la República Dominicana | Juan Luis Guerra      | 2002           |
| Bandera de México                  | Paulina Rubio         | 2002           |
| Bandera de Argentina               | Ratones Paranoicos    | 2002           |
| Bandera de Panamá                  | Roberto Blades        | 2002           |
| Bandera de Estados Unidos          | Papa Roach            | 2002           |
| Bandera de Estados Unidos          | Korn                  | 2002           |
| Bandera de Canadá                  | Alanis Morissette     | 2002           |
| Bandera de Chile                   | La Ley (banda)        | 2002           |
| Bandera de Irlanda                 | Westlife              | 2002           |
| Bandera del Reino Unido            | Roger Waters          | 2002           |
| Bandera de Estados Unidos          | Red Hot Chili Peppers | 2002           |
| Bandera de Estados Unidos          | No Doubt              | 2002           |
| Bandera de Puerto Rico             | Gilberto Santa Rosa   | 2003           |
| Bandera de Puerto Rico             | Olga Tañón            | 2003           |
| Bandera de Estados Unidos          | Victor Manuelle       | 2004           |
| Bandera de Puerto Rico             | Tego Calderón         | 2004           |
| Bandera de México                  | Molotov               | 2004           |
| Bandera de Colombia                | Andrea Echeverri      | 2004           |
| Bandera de Cuba                    | Jon Secada            | 2004           |
| Bandera de España                  | Julio Iglesias, Jr.   | 2004           |
| Bandera de Puerto Rico             | Héctor & Tito         | 2004           |
| Bandera de Panamá                  | Rabanes               | 2004           |
| Bandera de Estados Unidos          | Bacilos               | 2004           |
| Bandera de Cuba                    | Rey Ruiz              | 2004           |
| Bandera de Puerto Rico             | Jerry Rivera          | 2004           |
| Bandera de Estados Unidos          | Shalim Ortiz          | 2004           |
| Bandera de Puerto Rico             | Luis Fonsi            | 2004           |
| Bandera de Estados Unidos          | Soraya (cantautora)   | 2004           |
| Bandera de Puerto Rico             | Ricky Martin          | 1998/2005/2007 |
| Bandera de Estados Unidos          | Black Eyed Peas       | 2005           |
| Bandera de Estados Unidos          | Smash Mouth           | 2005           |
| Bandera de Estados Unidos          | Incubus               | 2005           |
| Bandera de Finlandia               | The Rasmus            | 2005           |
| Bandera de Estados Unidos          | Hilary Duff           | 2005           |
| Bandera de España                  | La Oreja de Van Gogh  | 2005/2007      |
| Bandera de México                  | RBD                   | 2006           |
| Bandera del Reino Unido            | Robbie Williams       | 2006           |
| Bandera de Estados Unidos          | Marc Anthony          | 2006           |
| Bandera de Estados Unidos          | High School Musical   | 2007           |
| Bandera de México                  | Sin Bandera           | 2008           |
| Bandera de España                  | David Bisbal          | 2008           |
| Bandera de Argentina               | Diego Torres          | 2008           |
| Bandera de Colombia                | Fanny Lu              | 2008           |
| Bandera de Estados Unidos          | Aerosmith             | 2008           |